# Casa Josep Urgell
La Casa Josep Urgell és un edifici de Sitges (Garraf) inclosa a l'Inventari del Patrimoni Arquitectònic de Catalunya.

## Descripció
Es tracta d'un edifici entre mitgeres de planta baixa i dos pisos amb coberta de pedra a dues vessants. A la planta baixa hi ha dues obertures; nua d'elles, la d'accés, és d'arc deprimit còncau, i l'altra és una finestra d'arc escarser, separades per bandes de maó. L'edifici és corona amb una petita cornisa.
El conjunt es troba arrebossat i pintat, si bé a la planta baixa hi ha un sòcol de pedra vista.

## Història
Segons consta a l'Arxiu Històric Municipal de Sitges, el propietari de la finca, Josep Urgell, Va demanar permís a l'Ajuntament per tal de construir la casa el 29 de gener de 1912. Els plànols realitzats el mateix mes, porten la signatura de l'arquitecte, però aquesta resulta del tot il·legible. L'autorització va ser atorgada el 30 de gener de 1912.